# Repartición del valor agregado

Gráfico FRED de la participación laboral de EE. UU.

La repartición del valor agregado refiere a la división del valor agregado producido entre los factores de producción y los factores económicos. El valor agregado corresponde valor económico que gana un bien cuando es modificado en el marco del proceso productivo, y por tanto permite medir la riqueza nueva que ha sido generada durante un ciclo de producción ; en el curso de ese ciclo, los dos factores de producción, el trabajo y el capital, de alguna manera se reparten este valor agregado.
En términos de la contabilidad nacional, la repartición del valor agregado se opera entre :
- Los diferentes factores de producción.
  - Las remuneraciones salariales (salarios netos y cotizaciones sociales), o sea, la remuneración del factor trabajo.
  - El excedente bruto de explotación o beneficio bruto de explotación, remuneración del factor capital.
- El Estado con los impuestos a la producción,
- La renta mixta de empresas individuales que la contabilidad nacional aísla, en la medida que se mezclen la remuneración del factor capital con la del factor trabajo.

## Introducción y definiciones
Volvamos a repasar la definición contable de valor agregado :
VA = (valor de la producción) - (costo de consumos intermedios) = conjunto de remuneraciones que corresponden a los factores de producción.
Pueden distinguirse dos factores de producción principales o esenciales : el capital y el trabajo. En diversas formas, estos dos factores contribuyen a la creación del valor agregado en las empresas; el conjunto de este valor agregado se reparte de alguna manera entre estos dos factores, y las cargas (impuestos, tasas, inspecciones, etc) de las administraciones públicas.
- en lo básico, los salarios son la remuneración del factor trabajo ;
- en cuanto al "beneficio", es la remuneración del factor capital, medido a partir del excedente bruto de explotación, que no es otra cosa que el saldo de gestión que precede la amortización del activo fijo, los intereses sobre los préstamos y la amortización sobre el capital aún adeudado (lo que se vierte a los prestamistas), y los dividendos (lo que remunera a los accionistas) ;
- los impuestos sobre la producción[2] (lo que no incluye el impuesto sobre las sociedades).